# Port-de-Bouc
Port-de-Bouc è un comune francese di 17 497 abitanti situato nel dipartimento delle Bocche del Rodano della regione della Provenza-Alpi-Costa Azzurra.

## Società

### Evoluzione demografica
Abitanti censiti